# Coins (magazine)
Coins (anciennement Coins : The Magazine of Coin Collecting) est une publication numismatique mensuelle américaine.

## Histoire
Krause Publications (en) se porte suffisamment bien en 1961 pour lui permettre d'acheter une série, Coin Press, à un éditeur du New Jersey. Chester Krause la rebaptise Coins et, en 1962, elle paraît pour la première fois sous l'imprimatur du nouveau propriétaire jusqu'en 2002, quand il est absorbé par F+W Media (en), qui le publie de 2002 à 2019,. En septembre 2019, il est racheté par Active Interest Media (en). Le magazine est ensuite intégré au Home Group d'Active Interest, basé à Des Moines, dans l'Iowa.
Avec COINage, il est l'un des principaux magazines numismatiques en termes de diffusion, avec 71 460 abonnés en octobre 2009.
En mai 2023, il est annoncé que Coins cesse de paraître à partir du numéro de juin 2023, mettant ainsi fin à son existence.

## Contenu
Chaque numéro contient des articles sur la collection de pièces de monnaie et de papier, la numismatique, l'investissement, l'histoire du hobby et des pièces de monnaie en général, ainsi que des conseils sur la collection et une rubrique « trouvailles de pièces », dans laquelle les lecteurs peuvent écrire pour discuter de toute pièce de monnaie intéressante trouvée en circulation. En outre, le magazine présente plusieurs pages de valeurs monétaires pour des pièces obsolètes telles que le demi-cent, des pièces modernes, ainsi que des pièces commémoratives et des séries belle épreuve. R.W. Julian y contribue régulièrement.
Chaque mois, le magazine se concentre sur des pièces ou des séries spécifiques, telles que les monnaies de Barber (en) ou les dollars Susan B. Anthony. En outre, il présente occasionnellement des critiques de livres numismatiques récents, ainsi qu'une rubrique « observatoire du marché » qui suit la valeur des pièces d'or et d'argent.
Outre les articles de fond mensuels, chaque numéro contient des rubriques régulières, notamment
- Coin Finds - Les lecteurs peuvent écrire ou envoyer un courriel pour parler des pièces qu'ils ont récemment trouvées en circulation.

- Market Watch - Suivi de la valeur des lingots tels que l'or, l'argent et le platine.

- Basics and Beyond - Une rubrique centrée sur les récentes acquisitions du Dr Mike Thorne et ses expériences dans les expositions, ainsi que des critiques occasionnelles de livres numismatiques.

- Grading Standards - Une rubrique sur le classement des pièces de monnaie.

- Bargain Collector - Une rubrique sur les meilleures pièces de monnaie pour un bon rapport qualité-prix.

## Distribution
Coins est distribué par Barnes & Noble dans sa section des périodiques.